# Washington County (Texas)
Das Washington County ist ein County im Bundesstaat Texas der Vereinigten Staaten. Das U.S. Census Bureau hat bei der Volkszählung 2020 eine Einwohnerzahl von 35.805 ermittelt. Der Verwaltungssitz (County Seat) ist Brenham.

## Geographie
Das County liegt im Osten von Texas, etwa auf halber Strecke nach Louisiana und ist vom Golf von Mexiko im Südwesten etwa 120 km entfernt. Es hat eine Fläche von 1609 Quadratkilometern, wovon 31 Quadratkilometer Wasserfläche sind. Es grenzt im Uhrzeigersinn an folgende Countys: Brazos County, Grimes County, Waller County, Austin County, Fayette County, Lee County und Burleson County.

## Geschichte
Washington County wurde 1836 als Original-County gebildet. Benannt wurde es nach George Washington, dem ersten Präsidenten der USA.

## Demografische Daten

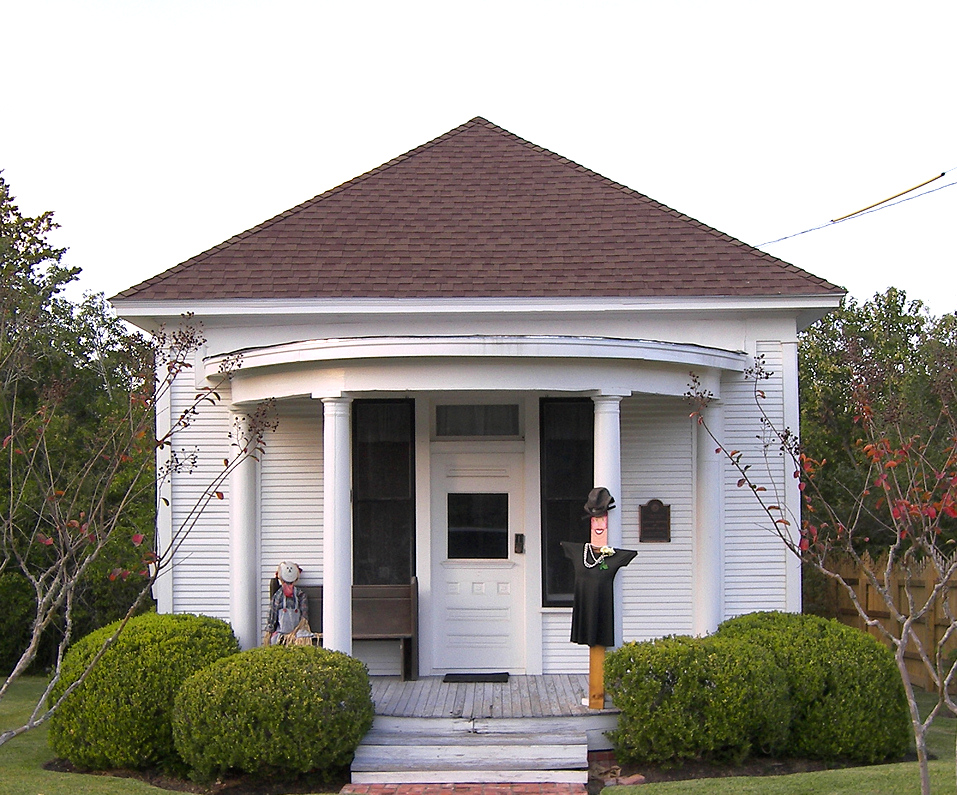
Die Chappell Hill Circulating Library, gelistet im NRHP mit der Nr. 85000343

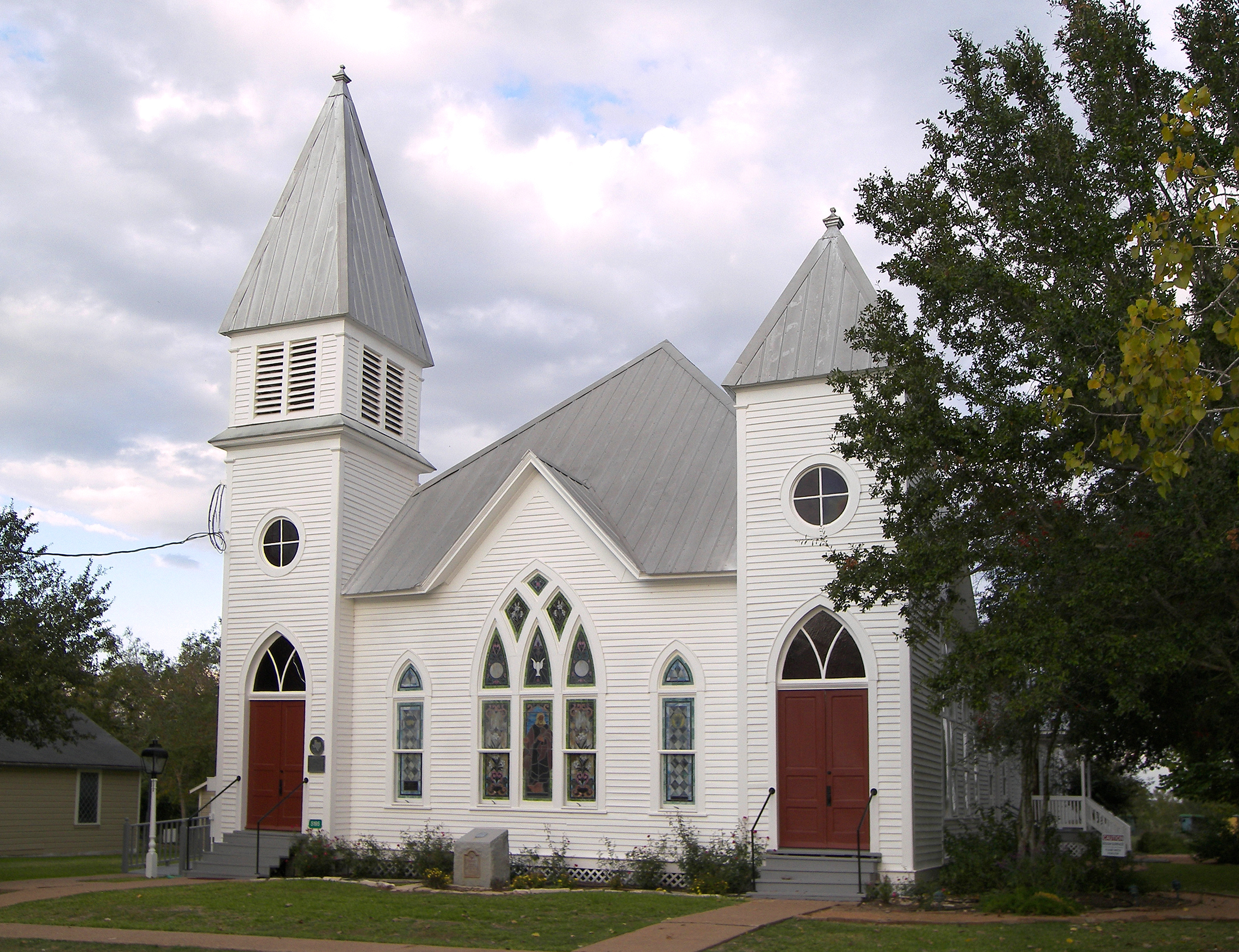
Chappell Hill Methodist Episcopal Church, gelistet im NRHP mit der Nr. 85000344

Nach der Volkszählung im Jahr 2000 lebten im Washington County 30.373 Menschen in 11.322 Haushalten und 7.936 Familien. Die Bevölkerungsdichte betrug 19 Einwohner pro Quadratkilometer. Ethnisch betrachtet setzte sich die Bevölkerung zusammen aus 74,68 Prozent Weißen, 18,66 Prozent Afroamerikanern, 0,27 Prozent amerikanischen Ureinwohnern, 1,21 Prozent Asiaten und 4,02 Prozent aus anderen ethnischen Gruppen; 1,16 Prozent stammten von zwei oder mehr Ethnien ab. 8,71 Prozent der Einwohner waren spanischer oder lateinamerikanischer Abstammung.
Von den 11.322 Haushalten hatten 31,6 Prozent Kinder oder Jugendliche, die mit ihnen zusammen lebten. 54,8 Prozent waren verheiratete, zusammenlebende Paare, 11,4 Prozent waren allein erziehende Mütter, und 29,9 Prozent waren keine Familien. 25,7 Prozent waren Singlehaushalte und in 12,9 Prozent lebten Menschen im Alter von 65 Jahren oder darüber. Die durchschnittliche Haushaltsgröße betrug 2,53 Personen, und die durchschnittliche Familiengröße betrug 3,05 Personen.
24,7 Prozent der Bevölkerung waren unter 18 Jahre alt, 11,1 Prozent zwischen 18 und 24, 25,3 Prozent zwischen 25 und 44, 22,1 Prozent zwischen 45 und 64, und 16,9 Prozent waren 65 Jahre alt oder älter. Das Durchschnittsalter betrug 37 Jahre. Auf 100 weibliche Personen kamen 94,7 männliche Personen und auf 100 Frauen im Alter von 18 Jahren oder darüber kamen 92,1 Männer.
Das jährliche Durchschnittseinkommen eines Haushalts betrug 36.760 USD, das Durchschnittseinkommen einer Familie betrug 43.982 USD. Männer hatten ein Durchschnittseinkommen von 31.698 USD, Frauen 21.346 USD. Das Pro-Kopf-Einkommen betrug 17.384 USD. 9,8 Prozent der Familien und 12,9 Prozent der Einwohner lebten unterhalb der Armutsgrenze.

## Orte
- Berlin
- Brenham
- Burton
- Chappell Hill
- Daniels
- Earlywine
- Gay Hill
- Greenvine
- Independence
- Klump
- Latium
- Longpoint
- Mill Creek
- Muellersville
- Phillipsburg
- Prairie Hill
- Sandy Hill
- Sauney Stand
- Washington-on-the-Brazos
- Wesley
- William Penn
- Zionville